# Desmiphora senicula
Desmiphora senicula là một loài bọ cánh cứng trong họ Cerambycidae.